# Tripurasundari

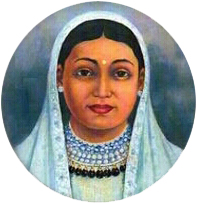
Tripurasundari

Tripurasundari, född 1794, död 6 april 1832, även känd som Lalit Tripursundari och Lalit Tripursundari Thapa (Nepali: रानी ललित त्रिपुरासुन्दरी), var en nepalesisk drottning. Hon tjänstgjorde som Nepals ställföreträdande regent från 1806 till 1832. 

## Biografi
Tripurasundari gifte sig med den före detta kung Rana Bahadur Shah av Nepal (r. 1777-1799), vid elva års ålder 1805. Hon var en av flera hustrur till kungen. Hennes make hade abdikerat 1799 till förmån för sin två år gamla son Girvan Yuddha Bikram Shah, som var hans son med konkubinen Kantavati Devi. Makens andra hustru, Maharani Raj Rajeshwari Devi, fungerade som Nepals förmyndarregent.  
När hennes abdikerade make mördades år 1806, tvingades hennes medhustru, Nepals regent drottning Rajeshwari, att begå suttee. Den tolv år gamla änkedrottning Tripurasundari efterträdde henne då formellt som förmyndare för sin styvson och Nepals regent biträdd av premiärminister Bhimsen Thapa. Tripurasundari gav sitt stöd till premiärminister Bhimsen Thapa och han förblev tack vare henne i tjänst i 31 år.  
Hon regerade fram till att styvsonen förklarades myndig. Kung Girvan Yuddha avled dock ung redan 1819, inte långt efter att han blivit myndig. Han efterträddes av sin sex år gamla son Rajendra av Nepal, och Tripurasundari blev nu för andra gången förmyndare för en minderårig kung och Nepals regent: denna gång för sin styvsonson. 
Hon avled i kolera när kung Rajendra var nitton. 